# Muzeul Satului Maramureșean
Muzeul Satului Maramureșean (Dorfmuseum der Maramureș) ist ein 1981 eröffnetes Freilichtmuseum in Sighetu Marmației in der  Maramureș im Nordosten von Rumänien.
Die Sammlung von Exponaten unter maßgeblicher Beteiligung von Mihai Dăncuș zur Errichtung eines ethnographischen Museums der Maramures geht bis in das Jahr 1972 zurück. Das Museum konnte schließlich am 30. Mai eingeweiht 1981 eröffnet werden. Das Museum besteht heute aus mehr als 30, mit originalem Inventar eingerichteten Hofanlagen aus verschiedenen Bereichen der Maramureș. Neben Häusern von Rumänen gibt es Hofanlagen von Ungarn, Ukrainern sowie zwei jüdische Häuser, davon ist eines eine Synagoge.
Alle Wege des Museums führen zur Kirche aus dem 16. Jahrhundert aus dem Dorf Onceşti im Iza-Tal. Sie ist das älteste Gebäude des Museums und ist selbst aus wiederverwendeten Materialien einer älteren Kirche erbaut, die dendrochronologisch zwischen 1572 und 1614 datiert werden konnte.

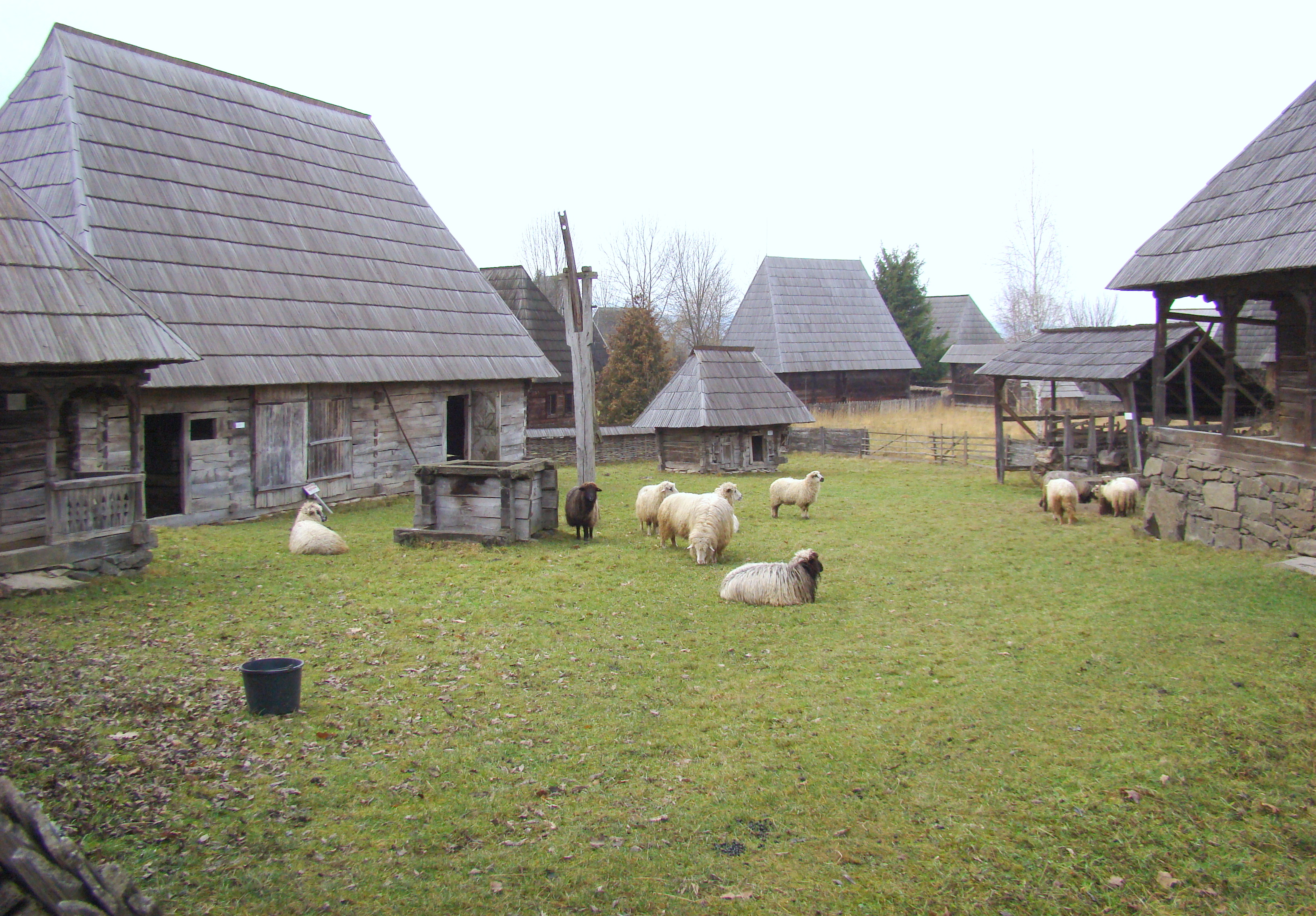
"Stana"
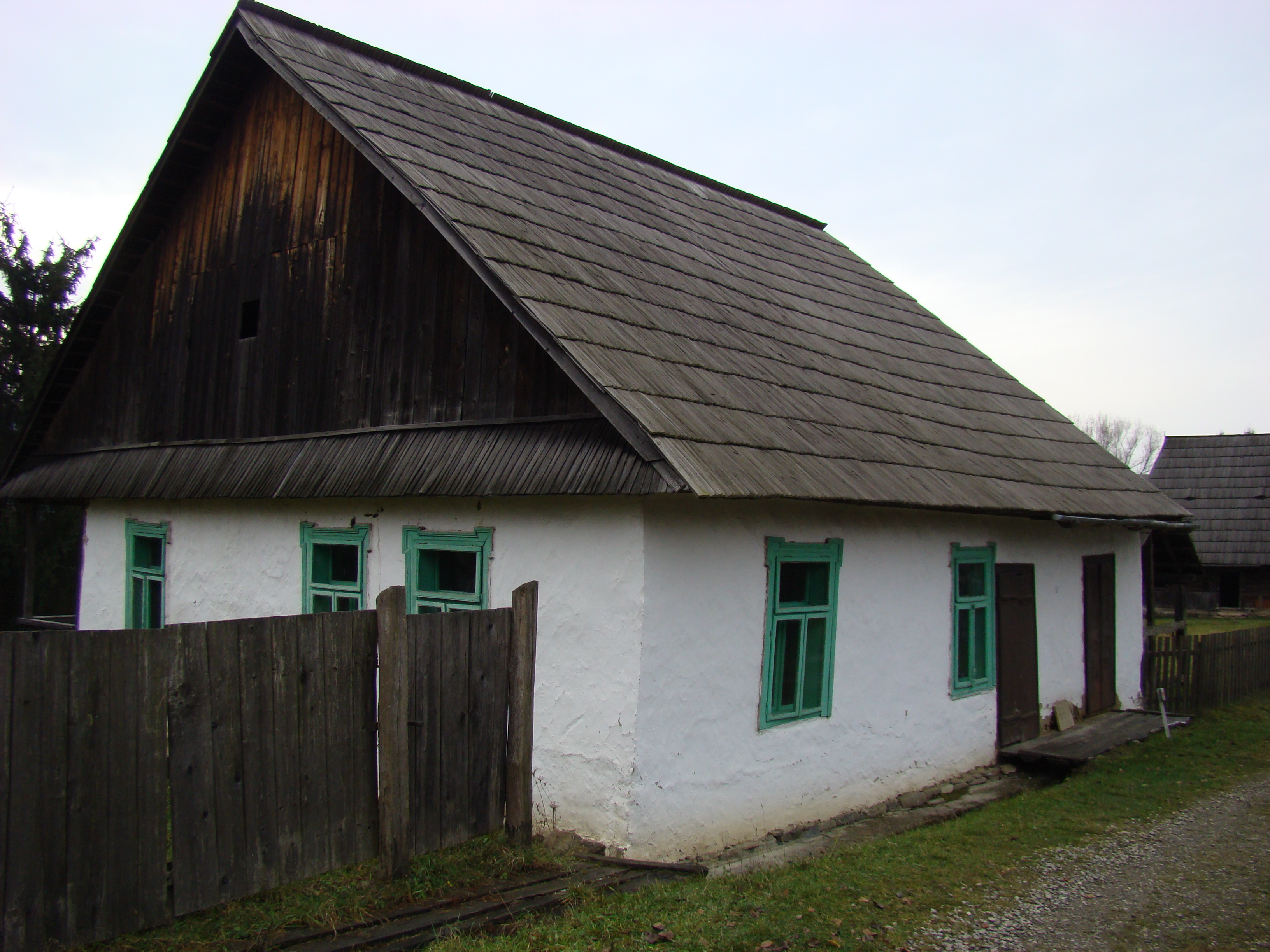
Jüdisches Haus von Barsana 18. Jh.
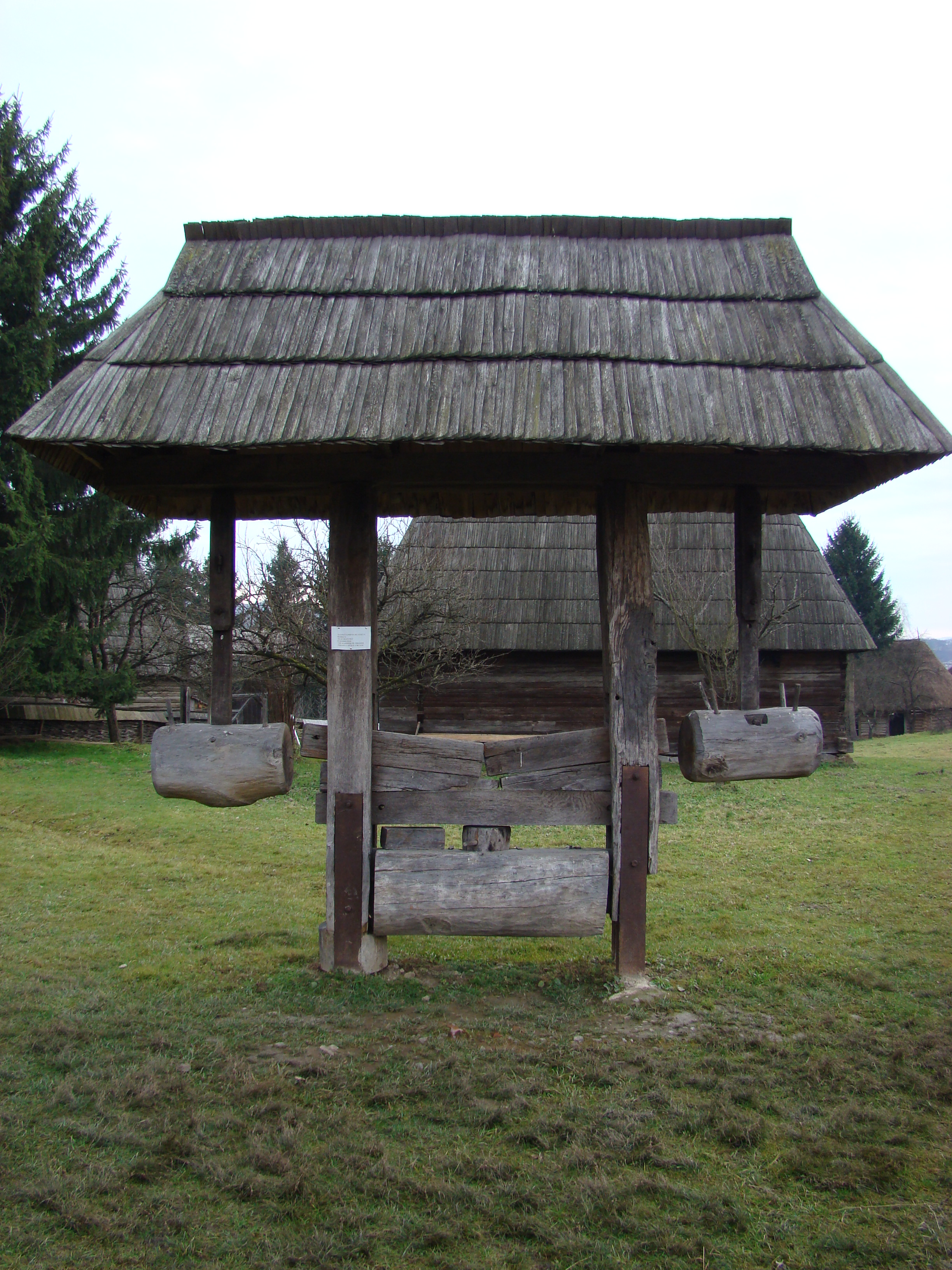
Ölpresse
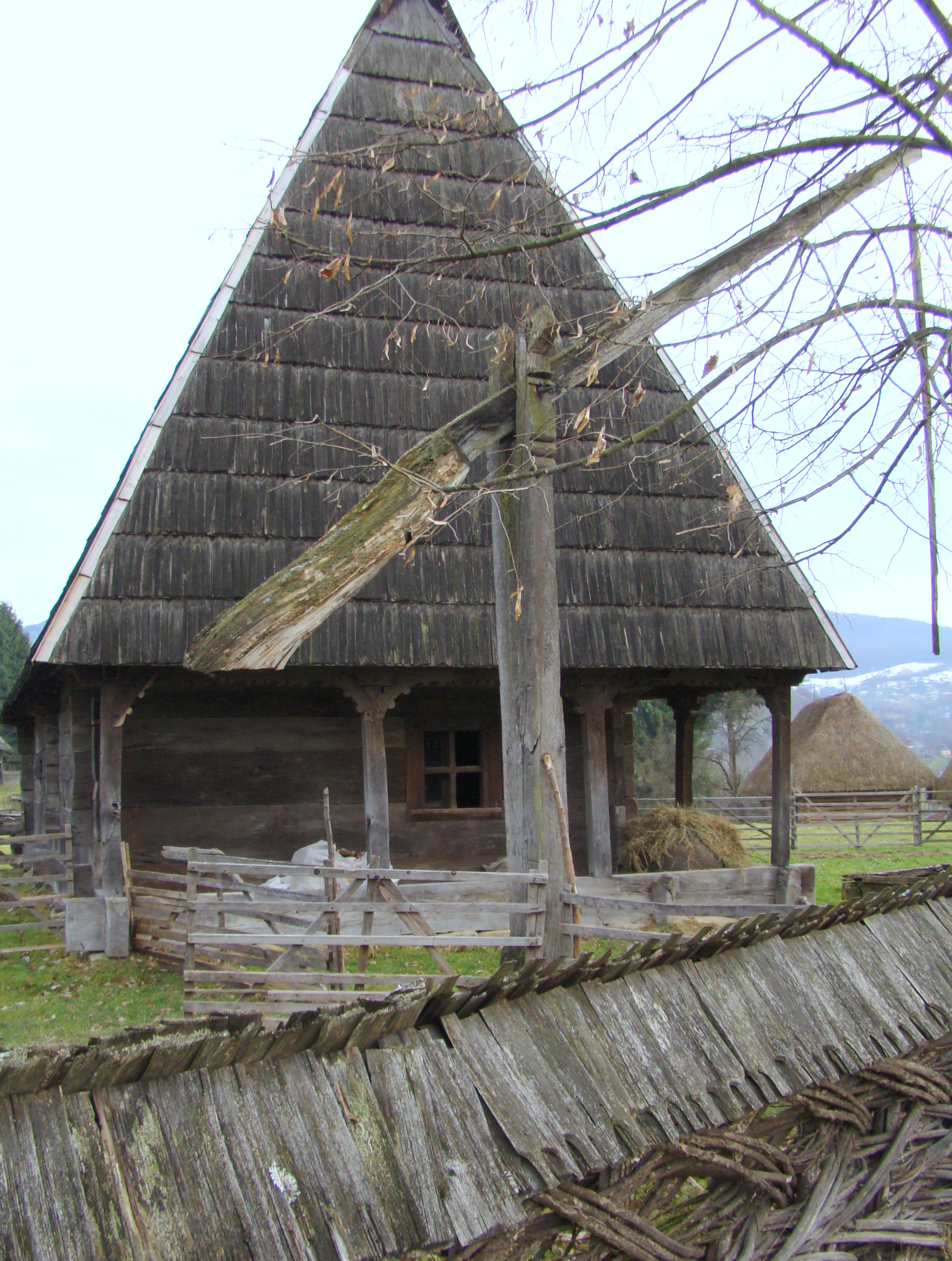
Ziehbrunnen
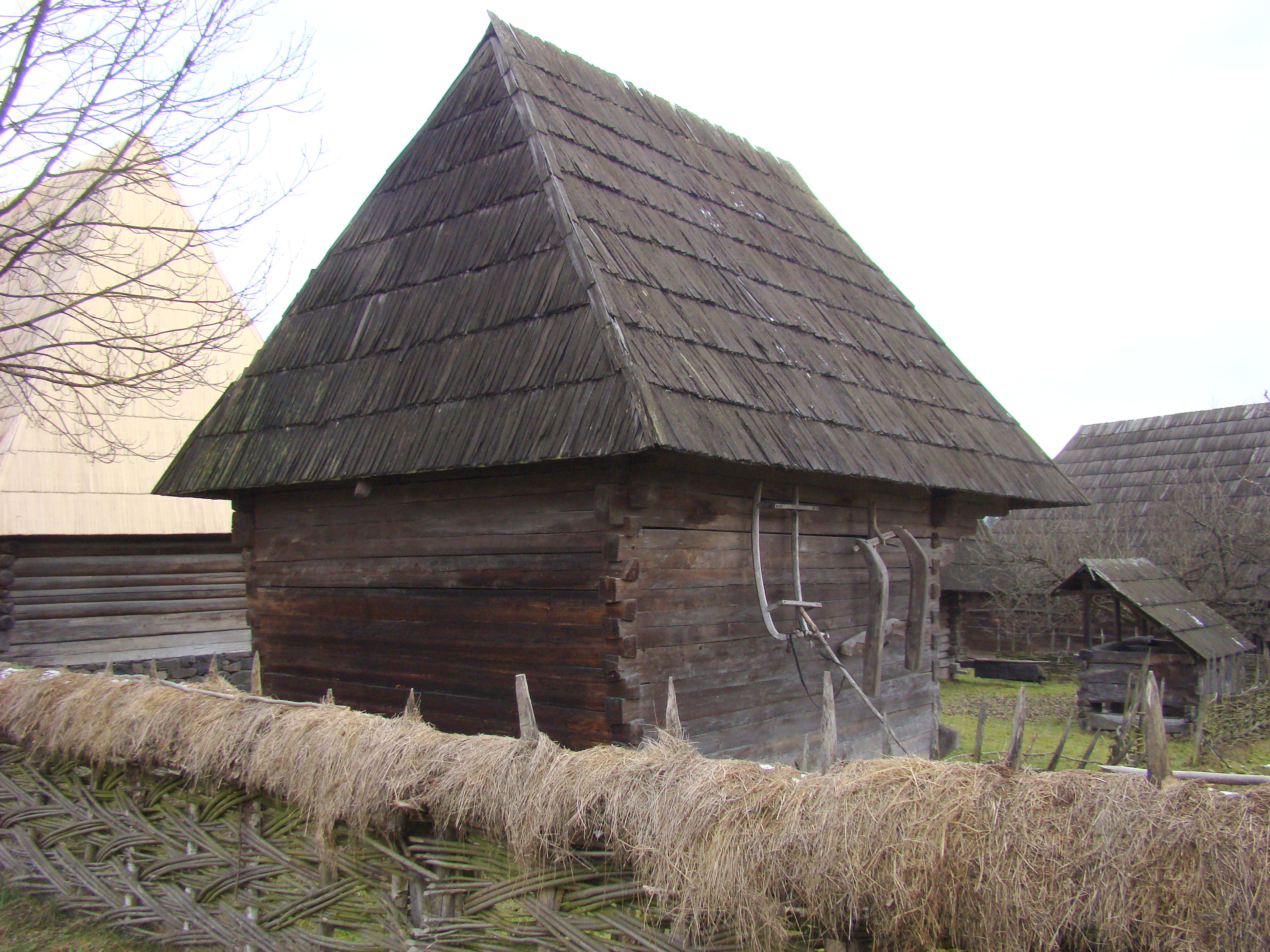
Stadel
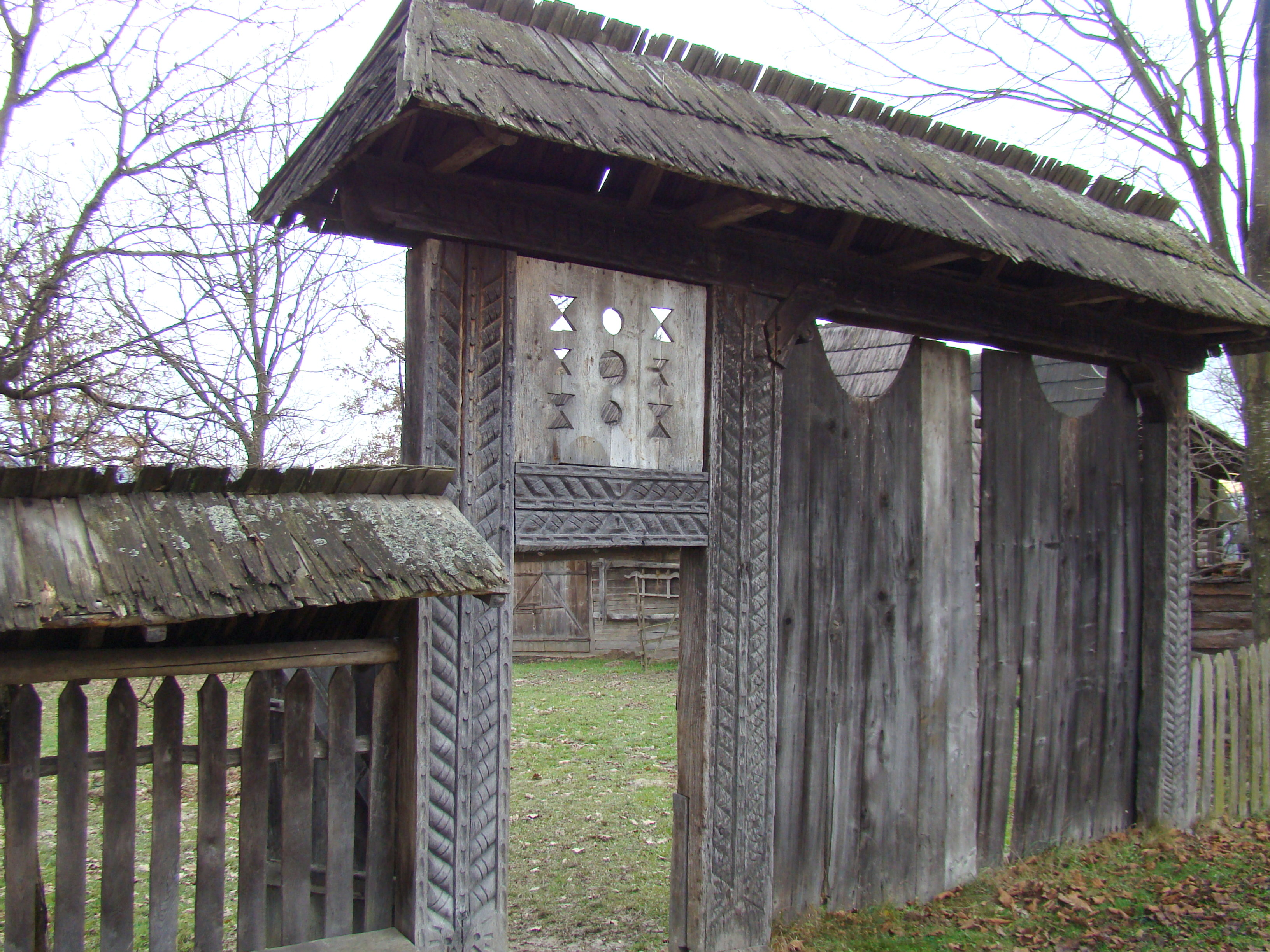
Eingangstor